# Sergenaux
Sergenaux – miejscowość i gmina we Francji, w regionie Burgundia-Franche-Comté, w departamencie Jura.
Według danych na rok 1990 gminę zamieszkiwały 33 osoby, a gęstość zaludnienia wynosiła 10 osób/km² (wśród 1786 gmin Franche-Comté Sergenaux plasuje się na 709. miejscu pod względem liczby ludności, natomiast pod względem powierzchni na miejscu 938.).